# 石垣プロダクション
石垣プロダクション（いしがきプロダクション）は、アニメーション制作のうち、背景画の制作を主な事業内容とする日本の企業。正式名称は代々木アート・プランニング有限会社石垣プロダクション（よよぎアート・プランニングゆうげんがいしゃいしがきプロダクション）。

## 概要・沿革
小林プロダクション出身の美術監督の石垣努が設立した、アニメ背景美術制作会社である。主にトムス・エンタテインメント作品を中心に背景を手がけている。
多くの作品の場合、「石垣プロダクション」、または関連のスタジオである代々木アートプランニング（よよぎアートプランニング）の合同名義として「Y.A.P.（有）石垣プロダクション」（ワイエーピーゆうげんがいしゃいしがきプロダクション）などとクレジットされる。
2019年9月、子会社となる「GAKIpro A studio」を秋田県秋田市に設立し、翌年4月にスタジオを開設。秋田に進出した理由については社長の石垣が同県湯沢市出身であることと県内に秋田公立美術大学があることであり、将来的に同大の卒業生をスタッフとして受け入れる受け皿にしたいとしている。

## 主な参加作品
公式サイトの「作品履歴・作業風景」による。

### テレビアニメ
- 六神合体ゴッドマーズ（1981年 - 1982年）
- ルパン三世 PARTIII （1984年 - 1985年）
- それいけ!アンパンマン （1988年 - ）
- 機動警察パトレイバー （1989年 - 1990年）
- 平成天才バカボン （1990年）
- 名探偵コナン （1996年 - 2004年）
- EAT-MAN'98 （1998年）
- 破壊魔定光 （2001年）
- 魔法少女猫たると （2001年）
- かみちゅ! （2005年）
- あまえないでよっ!!シリーズ
  - あまえないでよっ!!（2005年）
  - あまえないでよっ!! 喝!!（2006年）
- 銀魂シリーズ
  - 銀魂 （2006年 - 2010年）
  - 銀魂' （2011年 - 2012年）
  - 銀魂' 延長戦（2012年 - 2013年）
- おおきく振りかぶってシリーズ
  - おおきく振りかぶって （2007年）
  - おおきく振りかぶって 〜夏の大会編〜 （2010年）
- 夏目友人帳シリーズ
  - 夏目友人帳 （2008年）
  - 続 夏目友人帳 （2009年）
  - 夏目友人帳 参 （2011年）
  - 夏目友人帳 肆 （2012年）
- ささめきこと （2009年）
- あの日見た花の名前を僕達はまだ知らない。 （2011年）

#### テレビスペシャル
- ルパン三世 ナポレオンの辞書を奪え （1991年）
- ルパン三世 ロシアより愛をこめて （1992年）
- ルパン三世 ルパン暗殺指令 （1993年）
- ルパン三世 燃えよ斬鉄剣 （1994年）
- ルパン三世 ハリマオの財宝を追え!! （1995年）
- ルパン三世 東方見聞録 〜アナザーページ〜 （2012年）
- 名探偵コナン 江戸川コナン失踪事件 〜史上最悪の2日間〜 （2014年）

### OVA
- サクラ大戦 桜華絢爛 （1997年）

### 劇場アニメ
- 劇場版六神合体ゴッドマーズ（1982年）
- ルパン三世 バビロンの黄金伝説 （1985年）
- 名探偵コナンシリーズ
  - 名探偵コナン 時計じかけの摩天楼 （1997年）
  - 名探偵コナン 14番目の標的 （1998年）
  - 名探偵コナン 世紀末の魔術師 （1999年）
  - 名探偵コナン 瞳の中の暗殺者 （2000年）
  - 名探偵コナン 天国へのカウントダウン （2001年）
  - 名探偵コナン ベイカー街の亡霊 （2002年）
  - 名探偵コナン 迷宮の十字路 （2003年）
  - 名探偵コナン 銀翼の奇術師 （2004年）
  - 名探偵コナン 水平線上の陰謀 （2005年）
  - 名探偵コナン 探偵たちの鎮魂歌 （2006年）
  - 名探偵コナン 紺碧の棺 （2007年）
  - 名探偵コナン 戦慄の楽譜 （2008年）
  - 名探偵コナン 漆黒の追跡者 （2009年）
  - 名探偵コナン 天空の難破船 （2010年）
  - 名探偵コナン 沈黙の15分 （2011年）
  - 名探偵コナン 11人目のストライカー （2012年）
  - 名探偵コナン 絶海の探偵（2013年）
  - 名探偵コナン 異次元の狙撃手（2014年）
  - 名探偵コナン 業火の向日葵（2015年）
  - 名探偵コナン 純黒の悪夢（2016年）
  - 名探偵コナン から紅の恋歌（2017年）
  - 名探偵コナン ゼロの執行人（2018年）
  - 名探偵コナン 紺青の拳（2019年）
  - 名探偵コナン 緋色の弾丸（2021年）
  - 名探偵コナン ハロウィンの花嫁（2022年）
  - 名探偵コナン 黒鉄の魚影（2023年）
- A・LI・CE（2000年）
- 劇場版 銀魂シリーズ
  - 劇場版 銀魂 新訳紅桜篇（2010年）
  - 劇場版 銀魂 完結篇 万事屋よ永遠なれ（2013年）

## 美術監督などのスタッフ・関連人物
- 石垣努
- 小山田有希
- 光元博行
- 横山幸博※現在はアトリエラスコー配属の代表取締役社長。
- 渋谷幸弘
- 佐藤勝
- 福島孝喜
- 柏村明香
- 間庭奈美
- 長谷川弘行